# Asplenium
Asplenium é um género que inclui cerca de 700 espécies de fetos, por vezes considerado como o único género da família Aspleniaceae.

## Espécies seleccionadas

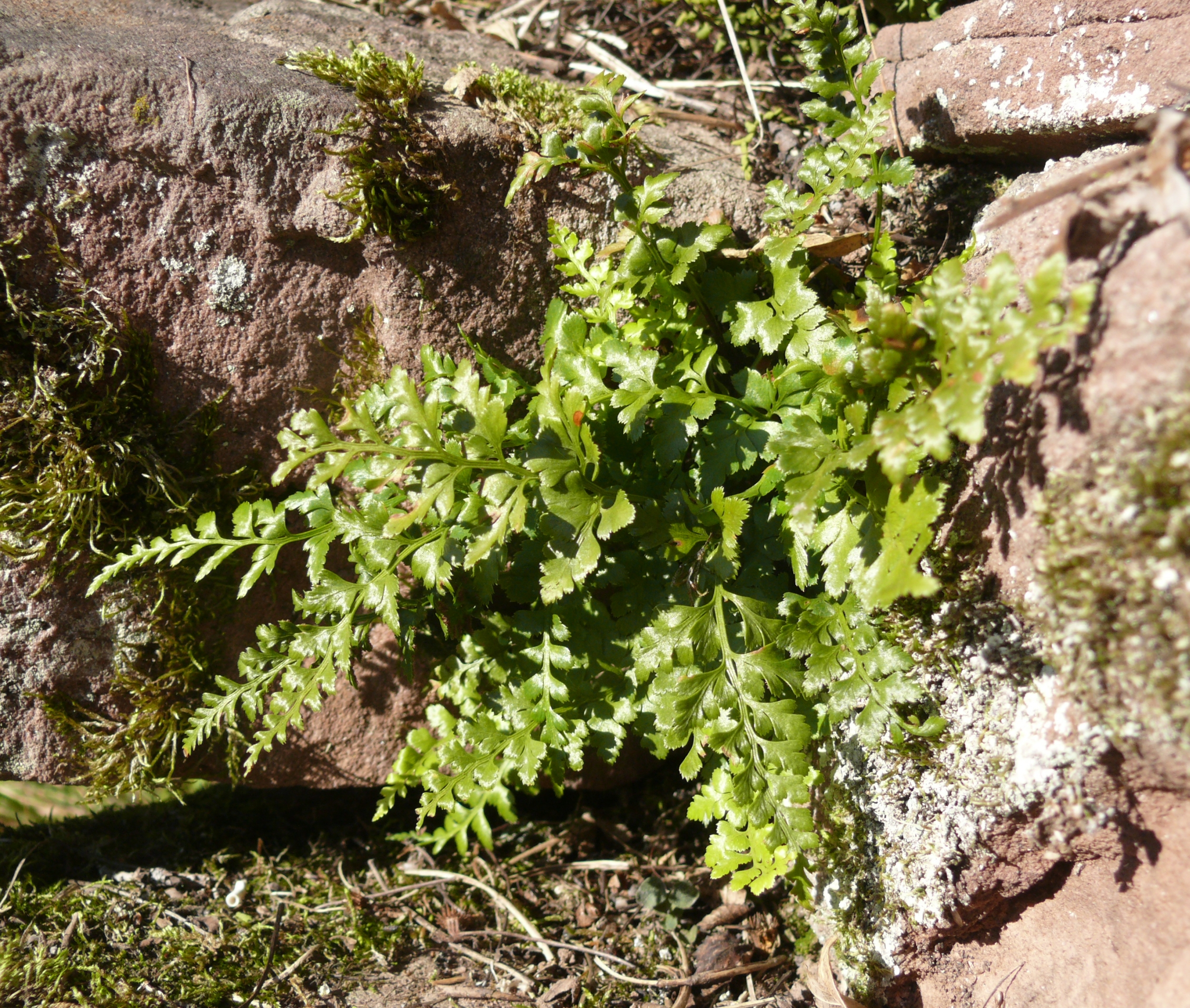
Black spleenwort (A. adiantum-nigrum)

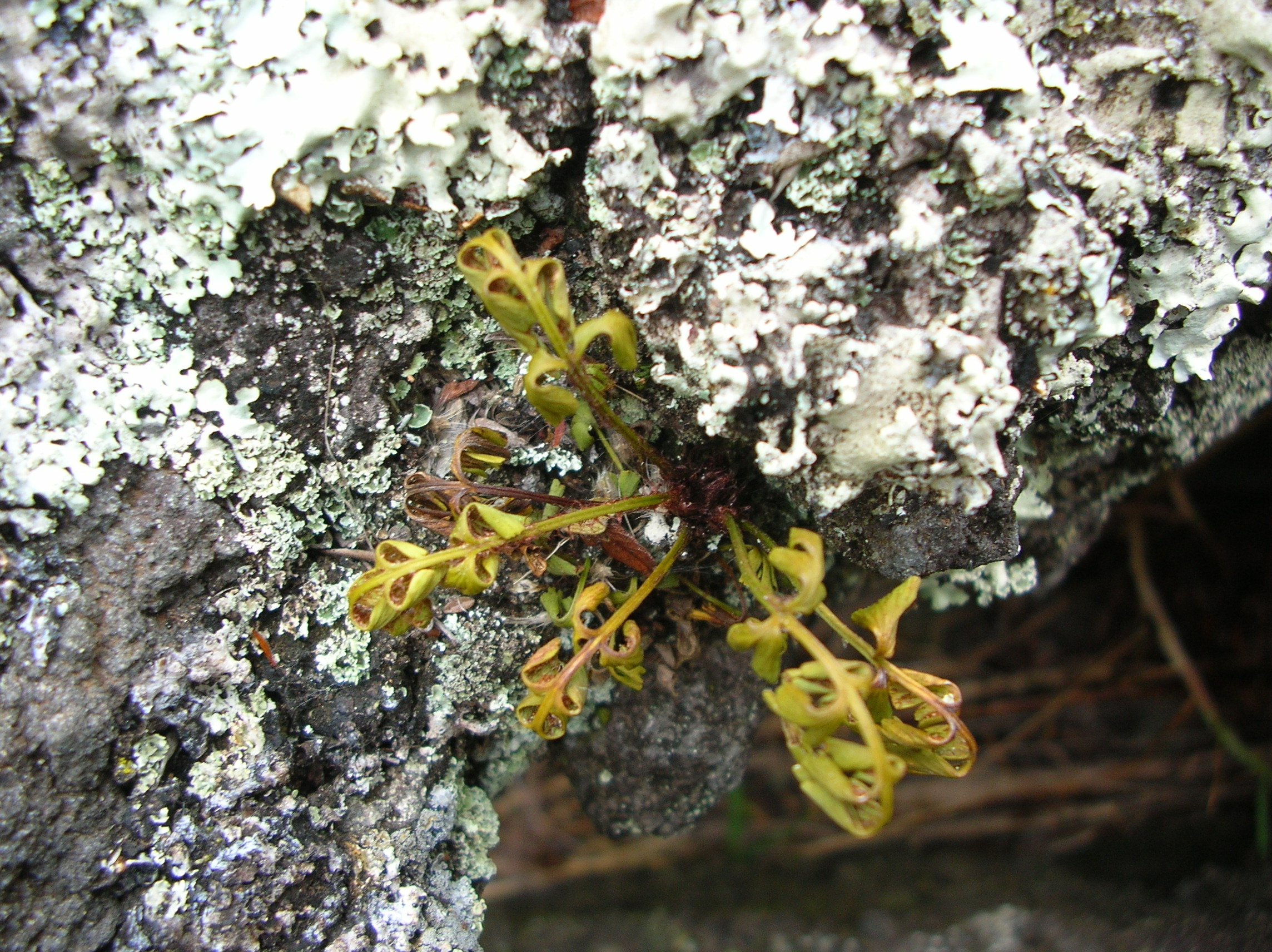
Asplenium aethiopicum

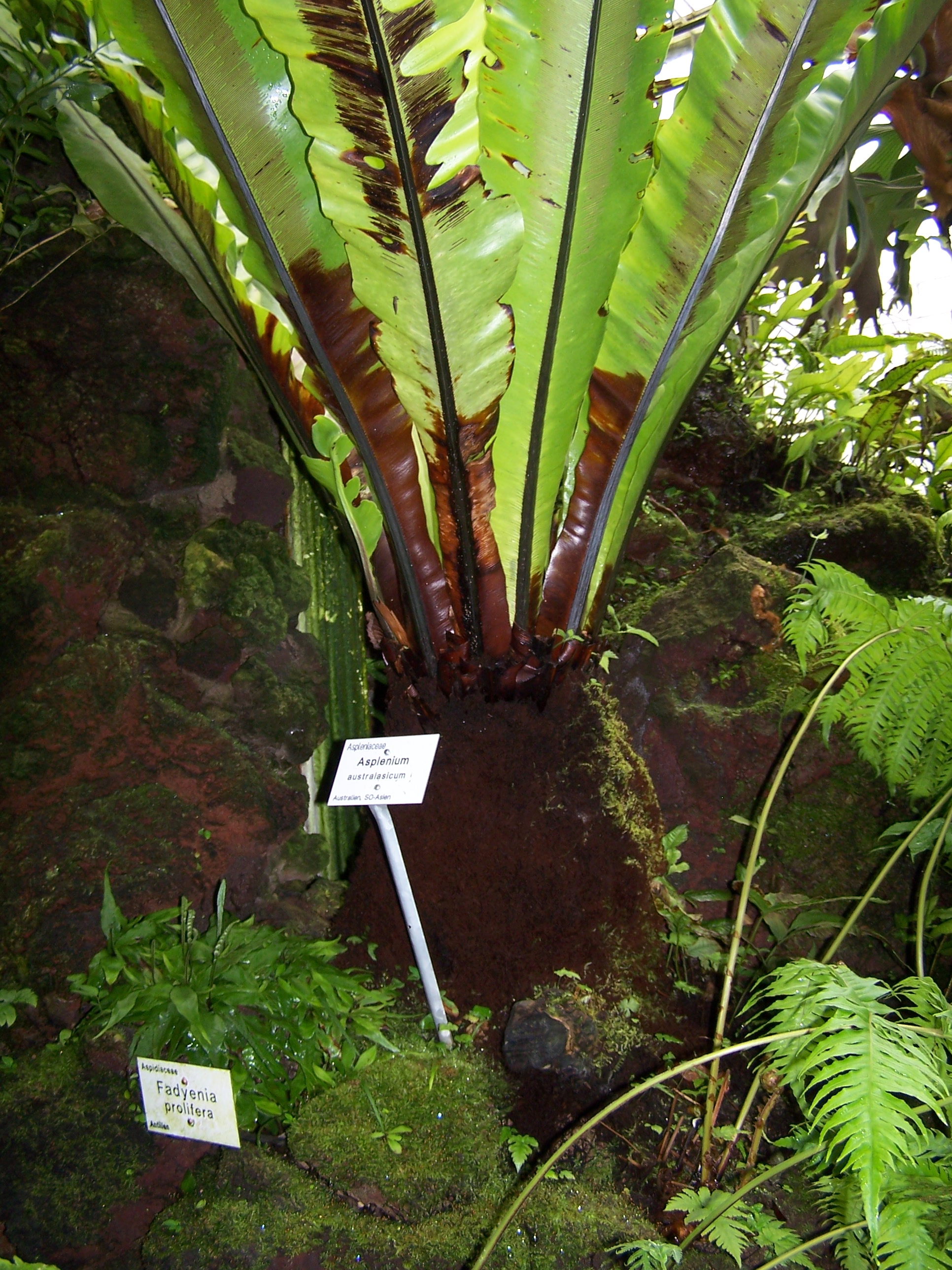
Crow's-nest fern (A. australasicum), one of the bird's-nest ferns

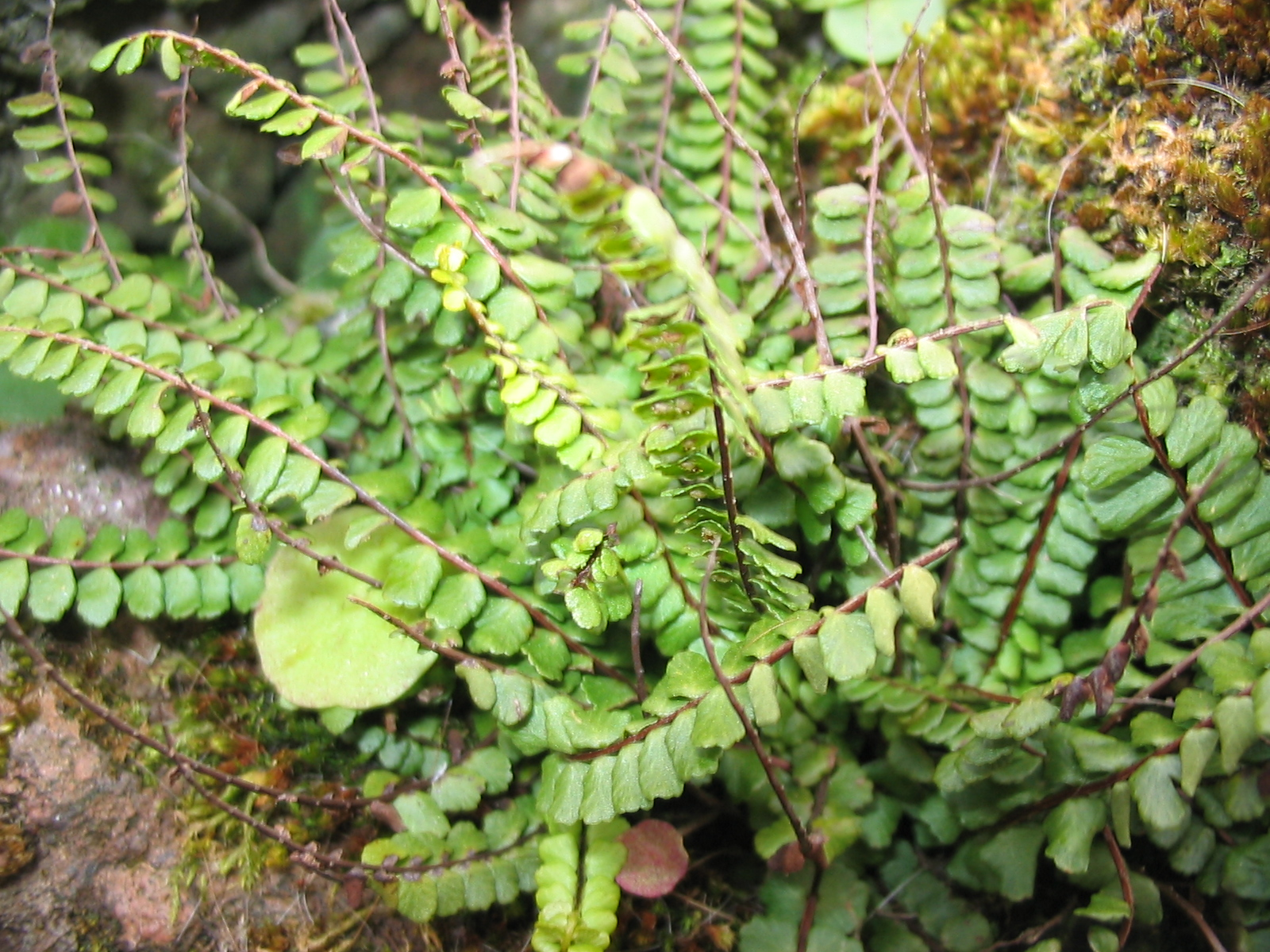
Asplenium azoricum

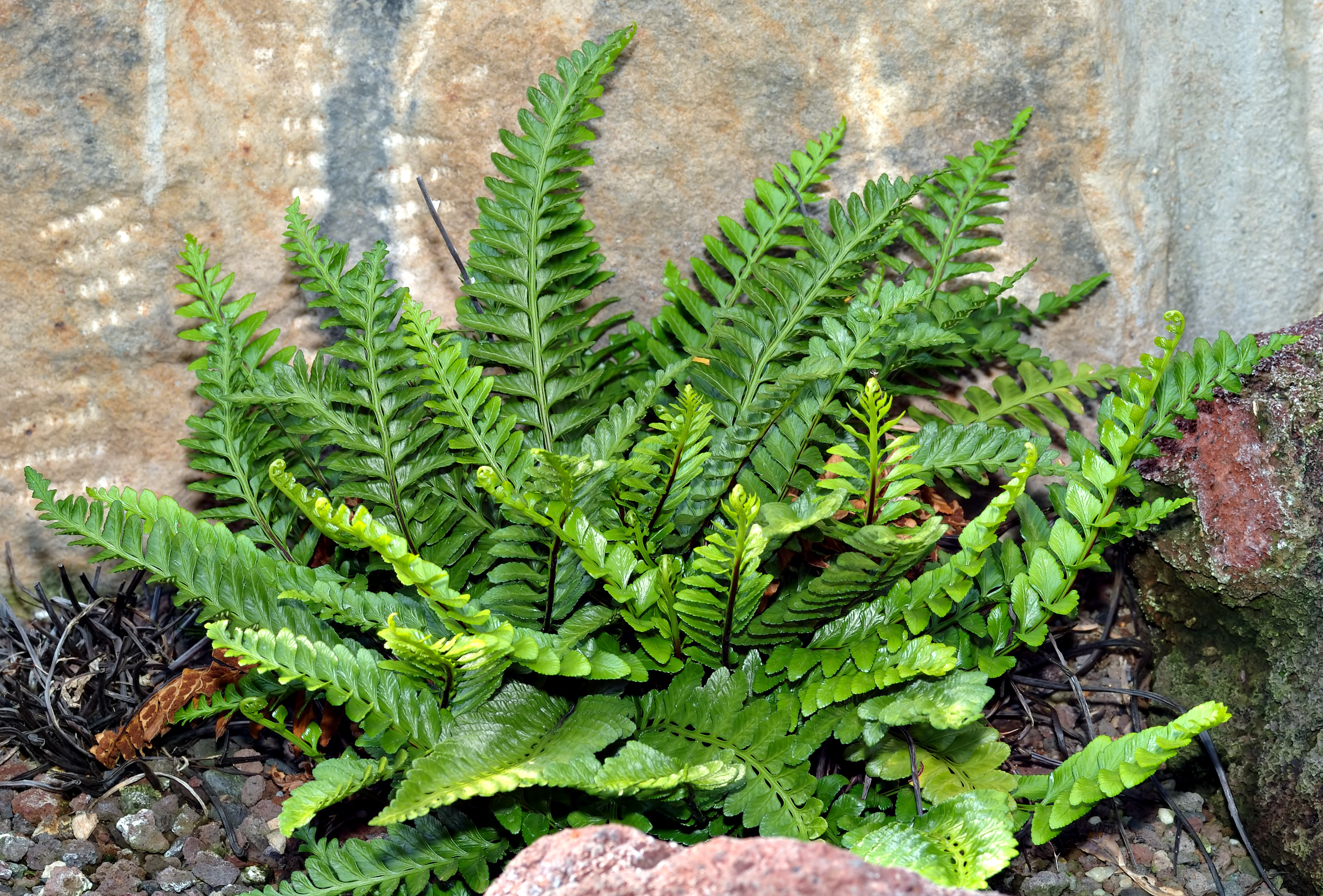
Sea spleenwort (A. marinum)

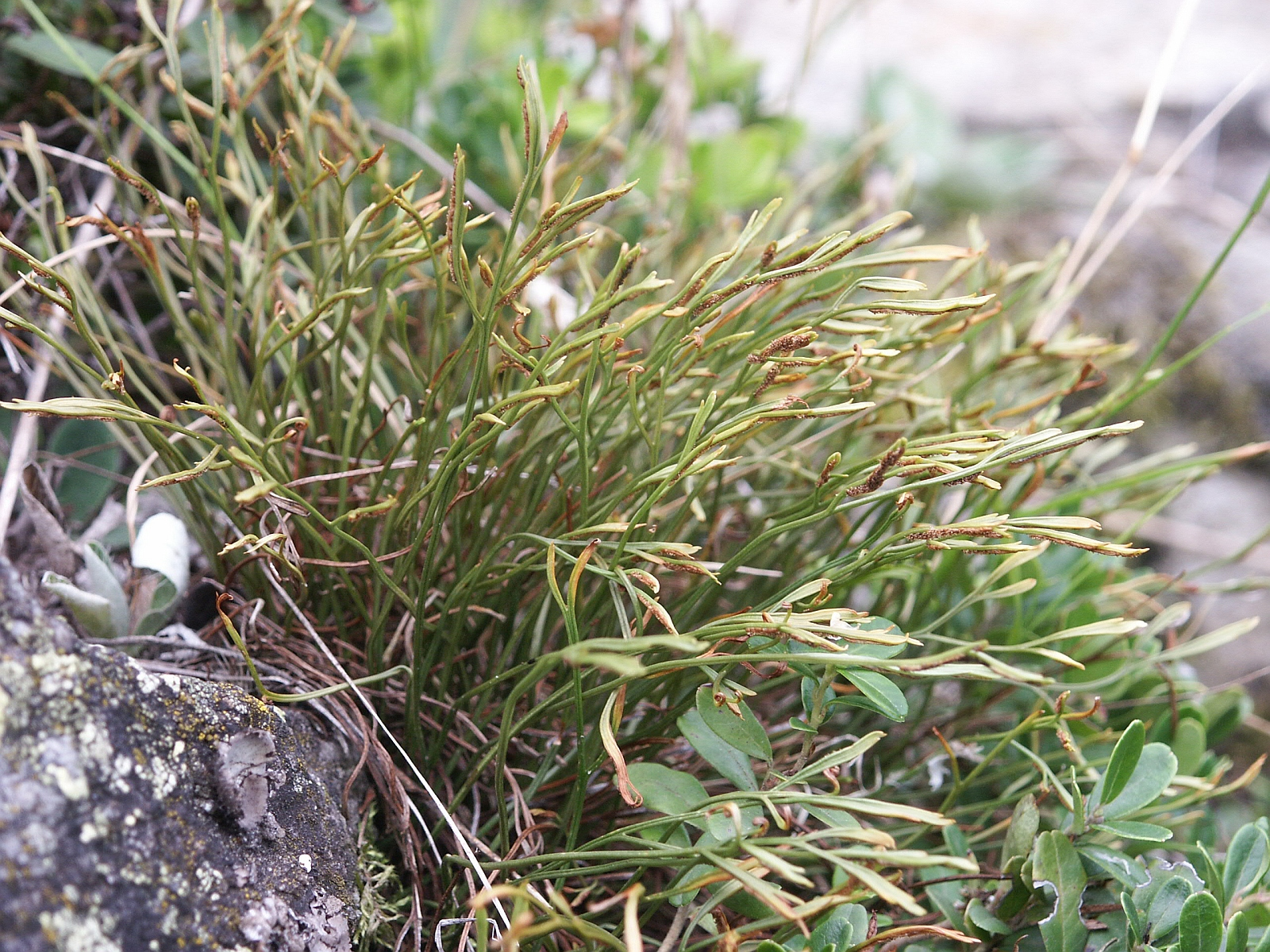
Forked spleenwort (A. septentrionale)

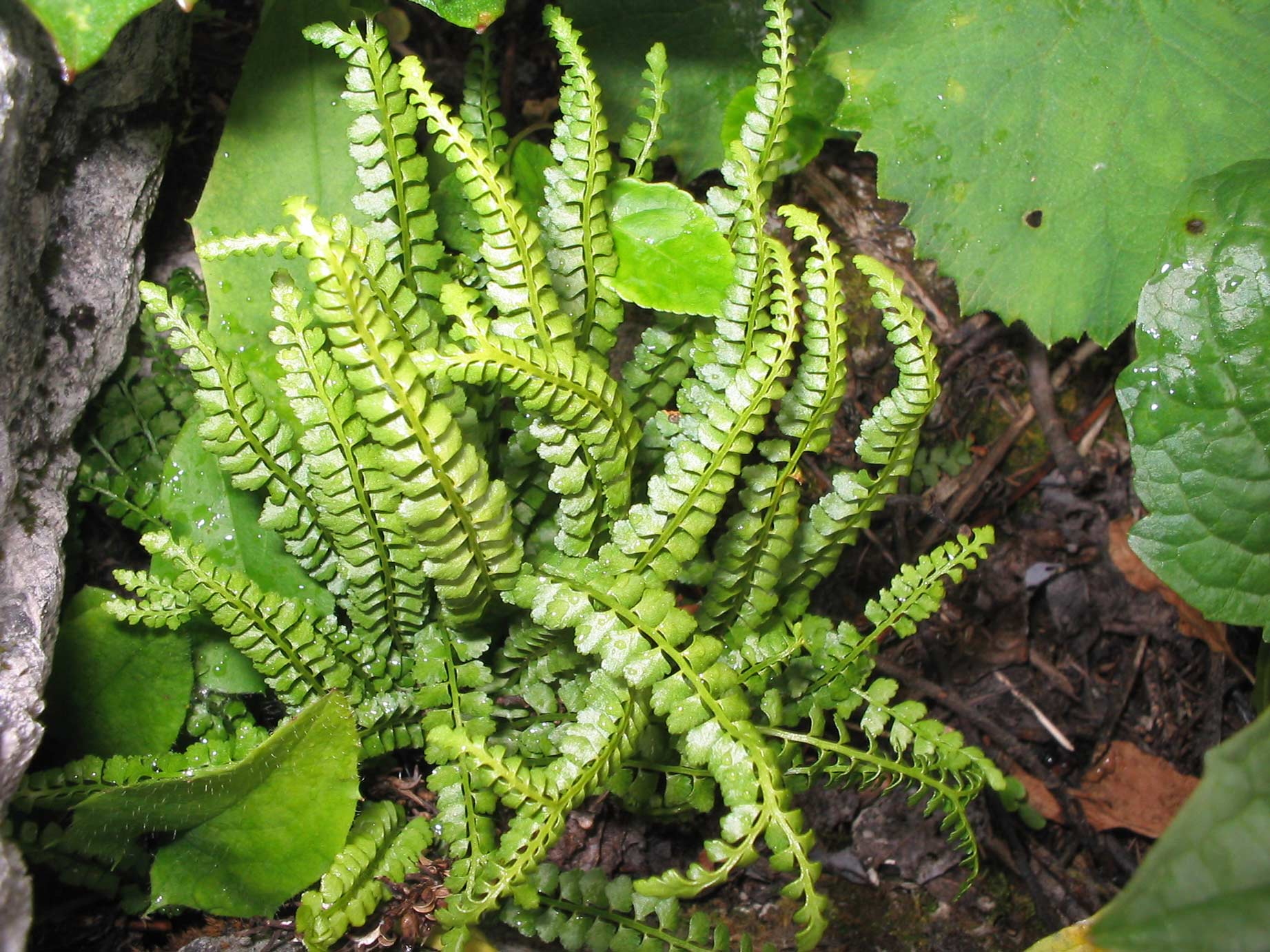
Green spleenwort (A. viride)

- Asplenium adiantum-nigrum L. – black spleenwort (= A. lucidum Burm.f.)
  - Asplenium adiantum-nigrum ssp. adiantum-nigrum
  - Asplenium adiantum-nigrum ssp. serpentini (Tausch) Koch
- Asplenium adulterinum Milde – ladder spleenwort
- Asplenium aequibasis
- Asplenium aethiopicum
- Asplenium africanum
- Asplenium × alternifolium Wulf.
- Asplenium angustum Sw.
- Asplenium antiquum Makino
- Asplenium ascensionis S.Watson
- Asplenium attenuatum R.Br.
- Asplenium aureum (sometimes in Ceterach)
- Asplenium auritum
- Asplenium australasicum (J.Sm.) Hook. – crow's-nest fern
  - Asplenium australasicum f. australasicum
  - Asplenium australasicum f. robinsonii
- Asplenium azoricum Lovis, Rasbach & Reichst.
- Asplenium bifrons
- Asplenium billottii – lanceolate spleenwort
- Asplenium bipinnatifidum
- Asplenium brachycarpum
- Asplenium bradleyi
- Asplenium bulbiferum – mother spleenwort, hen and chickens fern, mouku (Māori)
- Asplenium cardiophyllum
- Asplenium caudatum
- Asplenium ceterach – rustyback fern (sometimes in Ceterach)
- Asplenium cheilosorum
- Asplenium compressum Sw.
- Asplenium congestum
- Asplenium corderoanum
- Asplenium crinicaule
- Asplenium cristatum
- Asplenium cuneifolium – serpentine spleenwort
- Asplenium cymbifolium
- Asplenium dalhousiae (sometimes in Ceterach)
- Asplenium dareoides
- Asplenium daucifolium – Mauritius spleenwort
- Asplenium difforme R.Br.
- Asplenium fissum
- Asplenium dimorphum – Norfolk Island spleenwort
- Asplenium divaricatum
- Asplenium dregeanum
- Asplenium ebenoides
- Asplenium ecuadorense
- Asplenium euneifolium Viv. (= A. forsteri auct. non Sadl.)
- Asplenium feei Kunze ex Fée
- Asplenium fissum
- Asplenium flabellifolium – necklace fern
- Asplenium flaccidum G.Forst. – weeping spleenwort, hanging spleenwort
- Asplenium fontanum (L.) Bernh. – smooth rock spleenwort
- Asplenium forisiense – rock spleenwort
- Asplenium formosum
- Asplenium gemmiferum Schrad.
- Asplenium × germanicum
- Asplenium gueinzii Mett.
- Asplenium goudeyi Lord Howe Island
- Asplenium hemionitis
- Asplenium hookerianum Colenso
- Asplenium hybridum
- Asplenium incisum
- Asplenium × kenzoi - oni-hinokishida,[1] cultivated in Japan[2]
- Asplenium laciniatum
- Asplenium lamprophyllum Carse
- Asplenium laserpitiifolium – Johnston River fern
- Asplenium lepidum C.Presl
- Asplenium listeri – Christmas Island spleenwort
- Asplenium longissimum
- Asplenium lucidum
- Asplenium lunulatum
- Asplenium lyallii
- Asplenium macedonicum[3]
- Asplenium majoricum
- Asplenium marinum – sea spleenwort
- Asplenium milnei Carruth.
- Asplenium montanum – mountain spleenwort
- Asplenium musifolium
- Asplenium nidus – "bird's-nest fern"
- Asplenium normale
- Asplenium obliquum
- Asplenium oblongifolium Colenso – shining spleenwort (= A. lucidum auct. non Burm.f., sensu G.Forst.)
- Asplenium obovatum
- Asplenium obtusatum G.Forst.
  - Asplenium obtusatum ssp. northlandicum (Brownsey) Ogle (possibly distinct species)
  - Asplenium obtusatum 'Chile' (possibly distinct species, sometimes included in A. obliquum)
- Asplenium oligolepidum C.Chr. (= A. lucidum auct. non Burm.f., sensu G.Forst.)
- Asplenium oligophlebium
- Asplenium onopteris L. – western black spleenwort, Irish spleenwort (sometimes included in A. adiantum-nigrum)
- Asplenium pacificum
- Asplenium paleaceum R.Br. – chaffy spleenwort
- Asplenium palmeri
- Asplenium petrarchae
- Asplenium pinnatifidum – lobed spleenwort
- Asplenium planicaule
- Asplenium platybasis Kunze ex Mett.
- Asplenium platyneuron – ebony spleenwort
- Asplenium polyodon G.Forst. – sickle spleenwort
- Asplenium praemorsum
- Asplenium prolongatum Hook.
- Asplenium pteridioides
- Asplenium resiliens – black-stemmed spleenwort
- Asplenium rhizophyllum  – American walking fern (sometimes in Camptosorus)
- Asplenium richardii
- Asplenium ruprechtii – Asian walking fern (sometimes in Camptosorus)
- Asplenium ruta-muraria L. – wall-rue
- Asplenium rustifolium
- Asplenium sagittatum (por vezes incluído no género Phyllitis)
- Asplenium sandersonii Hook.
- Asplenium schweinfurthii
- Asplenium scleroprium
- Asplenium scolopendrium (por vezes incluído no género Phyllitis)
  - Asplenium scolopendrium var. americanum
- Asplenium seelosii
- Asplenium septentrionale
- Asplenium septentrionale × trichomanes Wulf.
- Asplenium serra
- Asplenium serratum
- Asplenium sessilifolium
- Asplenium shuttleworthianum Kunze
- Asplenium simplicifrons F.Muell.
- Asplenium splendens
- Asplenium surrogatum P.S.Green
- Asplenium tenerum G.Forst.
- Asplenium terrestre
- Asplenium theciferum (Kunth) Mett.
- Asplenium thunbergii
- Asplenium trichomanes
  - Asplenium trichomanes ssp. quadrivalens D.E. Meyer
  - Asplenium trichomanes ssp. trichomanes
  - Asplenium trichomanes subsp. coriaceifolium
- Asplenium unilaterale
- Asplenium vespertinum
- Asplenium vieillardii Mett.
- Asplenium virens
- Asplenium viride
- Asplenium vittiforme
- Asplenium viviparum